# Andrzej Schubert
Andrzej Schubert (ur. 5 listopada 1961 w Katowicach) – polski hokeista, reprezentant Polski.

## Kariera
- Baildon Katowice (1980–1982)
- GKS Katowice (1982–1985)
- Schwenninger ERC (1987–1991)
- Hedos München (1991–1993)
- Berlin Capitals (1993–1996)
- Hannover Indians (1996)
- Hannover Scorpions (1996–1997)
- ECE Gronau-Nordhorn (1997–1999)
- Braunlager SC/Harz (1999–2000)
- REV Bremerhaven (2000–2001)
- GKS Tychy (2001–2002)
- GKS Katowice (2002–2003)

W lidze polskiej rozegrał 148 spotkań i strzelił 26 bramek. Podczas gry w Niemczech funkcjonował jako Andreas Schubert.
Andrzej Schubert w reprezentacji Polski rozegrał 19 spotkań i strzelił 7 bramek. Brał udział w Mistrzostwach Świata w 1994 (Grupa B) i 2001 (Dywizja I).
Zamieszkał w Pszczynie.

## Sukcesy
Reprezentacyjne
- Awans do MŚ Elity: 2001

Klubowe
- Srebrny medal mistrzostw Polski: 2003 z GKS Katowice

Indywidualne
- Mistrzostwa Świata w Hokeju na Lodzie 2001/I Dywizja:
  - Trzecie miejsce w klasyfikacji strzelców turnieju: 5 goli[1]